# Loreux
Loreux település Franciaországban, Loir-et-Cher megyében. Lakosainak száma 224 fő (2022. január 1.). Loreux Marcilly-en-Gault, Millançay, Selles-Saint-Denis és Villeherviers községekkel határos.

## Népesség
A település népességének változása:
| Lakosok száma | 285  | 260  | 265  | 248  | 232  | 224  | 209  | 200  | 196  | 224  |
|               | 1968 | 1982 | 1990 | 2006 | 2013 | 2015 | 2017 | 2019 | 2020 | 2022 |